# Webster County (Iowa)
Das Webster County ist ein County im US-amerikanischen Bundesstaat Iowa. Im Jahr 2020 hatte das County 36.999 Einwohner und eine Bevölkerungsdichte von 20 Einwohnern pro Quadratkilometer. Der Verwaltungssitz (County Seat) ist Fort Dodge, benannt nach dem hier ehemals existierenden Fort, das wiederum benannt war nach Henry Dodge, einem US-Senator von Wisconsin.

## Geografie
Das County liegt etwas nordwestlich des geografischen Zentrums von Iowa und wird vom Des Moines River durchflossen. Es hat eine Fläche von 1860 Quadratkilometern, wovon sieben Quadratkilometer Wasserfläche sind. An das Webster County grenzen folgende Countys:
| Pocahontas County | Humboldt County            | Wright County   |
| Calhoun County    |                            | Hamilton County |
|                   | Greene County Boone County |                 |

## Geschichte

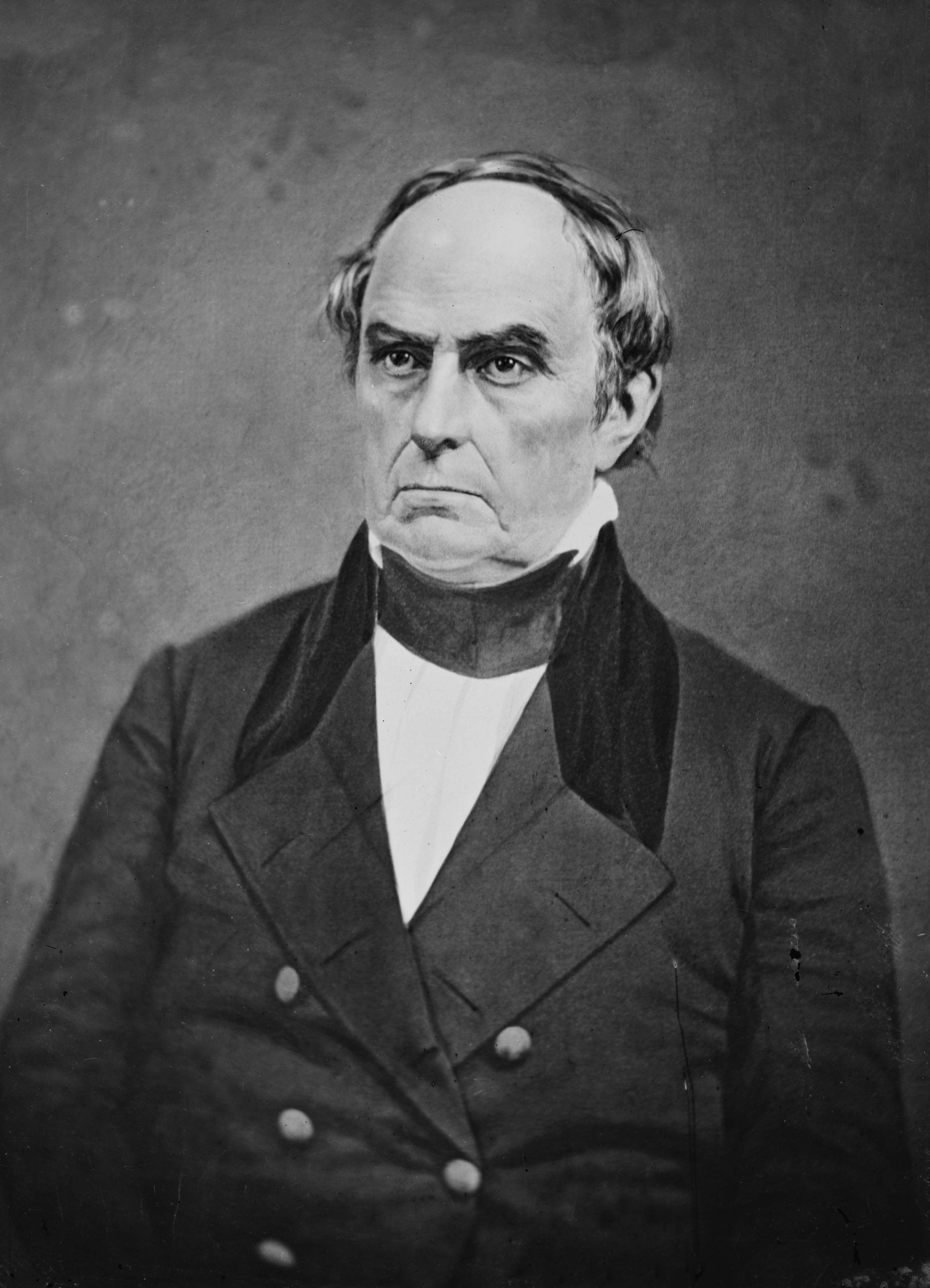
Daniel Webster

Das Webster County wurde am 15. Januar 1851 gebildet. Benannt wurde es nach Daniel Webster (1782–1852), einem früheren Außenminister der Vereinigten Staaten.

## Bevölkerung
Nach der Volkszählung im Jahr 2010 lebten im Webster County 38.013 Menschen in 15.936 Haushalten. Die Bevölkerungsdichte betrug 20,5 Einwohner pro Quadratkilometer. In den 15.936 Haushalten lebten statistisch je 2,33 Personen.
Ethnisch betrachtet setzte sich die Bevölkerung zusammen aus 92,3 Prozent Weißen, 3,8 Prozent Afroamerikanern, 0,3 Prozent amerikanischen Ureinwohnern, 0,6 Prozent Asiaten sowie aus anderen ethnischen Gruppen; 1,8 Prozent stammten von zwei oder mehr Ethnien ab. Unabhängig von der ethnischen Zugehörigkeit waren 3,8 Prozent der Bevölkerung spanischer oder lateinamerikanischer Abstammung.
22,1 Prozent der Bevölkerung waren unter 18 Jahre alt, 61,2 Prozent waren zwischen 18 und 64 und 16,7 Prozent waren 65 Jahre oder älter. 48,8 Prozent der Bevölkerung war weiblich.

Das jährliche Durchschnittseinkommen eines Haushalts lag bei 40.806 USD. Das Prokopfeinkommen betrug 22.653 USD. 14,2 Prozent der Einwohner lebten unterhalb der Armutsgrenze.

## Ortschaften im Webster County
Citys
- Badger
- Barnum
- Callender
- Clare
- Dayton
- Duncombe
- Farnhamville1
- Fort Dodge
- Gowrie
- Harcourt
- Lehigh
- Moorland
- Otho
- Stratford2
- Vincent

Census-designated place (CDP)
- Coalville

Andere Unincorporated Communities
- Brushy
- Burnside
- Clayworks
- Crossroads Center
- Evanston
- Kalo
- Lanyon
- Palm Grove
- Roberts
- Roelyn
- Slifer
- Tara
- West Fort Dodge

1 – teilweise im Calhoun County

2 – teilweise im Hamilton County

## Gliederung
Das Webster County ist in 23 Townships eingeteilt:
| Township            | Einwohner (2010) | FIPS     |
| ------------------- | ---------------- | -------- |
| Badger Township     | 1121             | 19-90102 |
| Burnside Township   | 316              | 19-90405 |
| Clay Township       | 234              | 19-90702 |
| Colfax Township     | 237              | 19-90771 |
| Cooper Township     | 488              | 19-90831 |
| Dayton Township     | 1161             | 19-90915 |
| Deer Creek Township | 429              | 19-90936 |
| Douglas Township    | 1152             | 19-91068 |
| Elkhorn Township    | 734              | 19-91191 |
| Fulton Township     | 420              | 19-91497 |
| Gowrie Township     | 1098             | 19-91596 |
| Hardin Township     | 140              | 19-91842 |

| Township                 | Einwohner (2010) | FIPS     |
| ------------------------ | ---------------- | -------- |
| Jackson Township         | 323              | 19-92178 |
| Johnson Township         | 439              | 19-92277 |
| Lost Grove Township      | 662              | 19-92715 |
| Newark Township          | 311              | 19-93069 |
| Otho Township            | 901              | 19-93220 |
| Pleasant Valley Township | 718              | 19-93423 |
| Roland Township          | 589              | 19-93684 |
| Sumner Township          | 325              | 19-94053 |
| Washington Township      | 699              | 19-94584 |
| Webster Township         | 227              | 19-94632 |
| Yell Township            | 83               | 19-94800 |

Die Stadt Fort Dodge gehört keiner Township an.